# Monte Adams
O Monte Adams, conhecido por algumas tribos nativas estadunidenses como Pahto ou Klickitat, é um estratovulcão ativo da Cordilheira das Cascatas. Apesar de o Adams não ter entrado em erupção em mais de 1 000 anos, não é considerado extinto. É a segunda montanha mais alta do estado estadunidense de Washington, depois do Monte Rainier.
O Adams é um membro do Arco Vulcânico das Cascatas, e é um dos maiores vulcões do arco, localizado em uma selva remota de aproximadamente 34 mi (100 km) a leste do Monte Santa Helena. A selva do Monte Adams consiste na parte superior e ocidental do cone do vulcão. O lado oriental da montanha é designado como parte do território da Nação Yakama.
O corpo assimétrico e amplo do Adams aumenta em  1,5 mi (2 km) acima do cume da Cascata. Seu cume quase plano foi formado como resultado das erupções que constroem cones das aberturas separadas. Passageiros de avião que voam as rotas ocupadas acima da área às vezes confundem o Monte Adams com as proximidades do Monte Rainier, que tem uma forma de topo plano semelhante.
O Pacific Crest Trail atravessa o flanco ocidental da montanha.